# Yunesky Maya
Yunesky Maya Mendizula (né le 28 août 1981 à Pinar del Río, Cuba) est un lanceur droitier de la Ligue majeure de baseball.
Il a représenté Cuba à deux reprises dans la Classique mondiale de baseball.

## Carrière

### International
Yuneski Maya participe aux Classiques mondiales de baseball 2006 et 2009 avec l'équipe de Cuba.

### Défection de Cuba
En juin 2009, Maya est arrêté et détenu plusieurs jours à Cuba après avoir tenté de fuir le pays. Il est expulsé de l'équipe nationale qui doit participer à la Coupe du monde de baseball pour de « graves problèmes d'indiscipline » (selon le journal officiel du régime cubain, Granma). Le 7 septembre de la même année, il fait défection de Cuba et se réfugie en République dominicaine, où il demeure plusieurs mois. Les États-Unis lui accordent en juin 2010 la permission de signer un contrat avec un club des Ligues majeures de baseball, ce qu'il fait le 31 juillet en apposant sa griffe sur l'entente proposée par les Nationals de Washington.

### Nationals de Washington
Après avoir brièvement joué en ligue mineure pour les clubs-école des Nationals, il est rappelé par le grand club et joue son premier match dans les majeures face aux Mets de New York le 7 septembre 2010. Opposé à un autre lanceur partant jouant ce jour-là sa première partie dans les majeures, Dillon Gee, Maya accorde quatre points et est crédité de la défaite dans le revers de 4-1 des Nationals. Il termine 2010 avec trois défaites en cinq départs pour Washington.
Maya amorce la saison 2011 dans les ligues mineures. Il remporte sa première victoire dans les majeures le 30 juillet 2011 sur les Mets de New York. Durant son séjour dans l'organisation des Nationals, il joue surtout en ligues mineures avec les Chiefs de Syracuse, club-école AAA de la franchise dans la Ligue internationale, incluant l'entière saison 2012. Il ne dispute qu'un match comme lanceur de relève avec Washington en 2013. Sur 3 saisons, sa fiche avec les Nationals est de 1-5 avec une moyenne de points mérités de 5,80 en 59 manches lancées lors de 10 départs et 6 apparitions en relève.

### Braves d'Atlanta
Yunesky Maya rejoint les Braves d'Atlanta le 13 janvier 2014.

### Corée du Sud
En 2014 et 2015, Yunesky Maya joue en Corée du Sud avec les Doosan Bears de Séoul, dans la KBO. En deux saisons, il effectue 24 départs pour les Bears, remportant 4 victoires contre 9 défaites. En 131 manches et un tiers lancées, sa moyenne de points mérités se chiffre à 6,58.

### Angels de Los Angeles
Le 2 février 2016, Maya signe un contrat des ligues mineures avec les Angels de Los Angeles.